# Богатырёв, Юрий Георгиевич
Ю́рий Гео́ргиевич Богатырёв (2 марта 1947, Рига, Латвийская ССР — 2 февраля 1989, Москва) — советский актёр театра и кино; народный артист РСФСР (1988), лауреат премии Ленинского комсомола (1978).

## Биография
Юрий Богатырёв родился 2 марта 1947 года в Риге в семье Георгия Андриановича (1914—1984) и Татьяны Васильевны Богатырёвых (1917—2006). Отца, офицера ВМФ СССР, в 1953 году перевели служить в Москву. В 1963—1966 годах учился в Художественно-промышленном училище имени М. И. Калинина на коврово-ткацком отделении, которое не окончил. С 1965 года занимался в студии детского кукольного театра «Глобус» при Московском Доме пионеров на Стопани (ныне переулок Огородная Слобода) под руководством Владимира Штейна; именно в тот период у Богатырёва произошла переориентация интересов с живописи на театрально-художественное творчество. Занимался во Всероссийской мастерской эстрадного искусства на отделении разговорного жанра. В 1966—1971 годах — студент Театрального училища имени Б. В. Щукина (курс Ю. В. Катина-Ярцева). В 1971—1977 годах служил в МДТ «Современник», в 1977 году был приглашён во МХАТ и некоторое время служил в двух театрах. Одна из лучших театральных ролей — Клеант в спектакле по пьесе Мольера «Тартюф».
Всесоюзная известность пришла к Богатырёву после выхода на экраны фильма «Свой среди чужих, чужой среди своих», в котором он сыграл Егора Шилова. Актёр называл режиссёра фильма Никиту Михалкова своим «крёстным отцом» в кино, и для Михалкова Богатырёв стал своеобразным талисманом. Михалков впервые увидел Богатырёва в спектакле «Подросток» в Щукинском училище в роли Версилова и пригласил в свой дипломный фильм «Спокойный день в конце войны». Первый полнометражный фильм «Свой среди чужих, чужой среди своих» принёс удачу обоим. Для фильма мягкому, доброму и немного неуклюжему Богатырёву пришлось специально похудеть, научиться держать по-мужски кулаки, впервые оседлать лошадь. Вместе с Константином Райкиным он совершил прыжок со скалы, и их чуть не унесло потоком горной реки.
Богатырёву были подвластны перевоплощения в самых разных героев. В 1979 году вышел фильм Никиты Михалкова «Несколько дней из жизни И. И. Обломова». Актёр видел себя в роли Обломова, но сыграл, как сам признавался, полную свою противоположность — Штольца. Также снимался в фильмах Михалкова «Раба любви» (1975), «Неоконченная пьеса для механического пианино» (1977), «Родня» (1981), «Очи чёрные» (1987).
В 1978 году Богатырёв сыграл яркую роль Филиппка в картине Ильи Авербаха «Объяснение в любви».
Увлекался живописью. В 1989 году должна была состояться первая персональная выставка его картин в Москве, но прошла она лишь после его смерти. Большая часть его живописи исчезла. Альбом графики Юрия Богатырёва издан в 2012 году.

### Личная жизнь
Был женат на актрисе Надежде Серой (род. 1943). Некоторые близкие об этом браке и не догадывались, другие полагали, что актёр был женат на другой, кто-то считал этот брак фиктивным. На деле же Богатырёв был гомосексуалом, который с трудом принял свою ориентацию уже во взрослом возрасте. Пытался влюбляться в знакомых актрис. Имел проблемы с алкоголем и лечился от депрессии. Друзья вспоминают, что возлюбленными актёра в разное время были театральный администратор Василий Росляков и бармен Александр Ефимов. Личная жизнь актёра получила своё отражение в книге Натальи Бобровой «Юрий Богатырёв: Не такой, как все» (2001).

### Смерть

Могила Юрия Богатырёва на Ваганьковском кладбище Москвы

Накануне гибели актёр получил гонорар от итальянского продюсера за фильм «Очи чёрные». Вечером в среду, 1 февраля 1989 года он собрал по этому поводу компанию в своей московской квартире на улице Гиляровского. Ближе к полуночи Богатырёву стало плохо с сердцем. После очередного сердечного приступа ему вызвали «скорую помощь», и фельдшер, пытаясь его спасти, ввёл ему в сердце препарат, несовместимый с принятыми алкоголем и антидепрессантами. Это вызвало шок, мгновенную остановку сердца и смерть актёра. Богатырёв скончался 2 февраля, не дожив месяца до своего 42-летия.
Супруга Надежда Серая отказалась от наследства в пользу Татьяны Васильевны Богатырёвой, матери актёра.
Был похоронен 6 февраля в Москве, на Ваганьковском кладбище (участок № 24).

## Признание и награды
- Премия Ленинского комсомола (1978) — за создание образов современников и высокое исполнительское мастерство
- Заслуженный артист РСФСР (1981)
- Народный артист РСФСР (1988).

## Творчество

### Роли в театре

#### Московский театр «Современник»
- 1971 — «Свой остров» Р. Каугвера (постановка Г. Б. Волчек) — Янус; «Тоот, другие и майор» И. Эркеня (постановка: А. А. Алова, В. Н. Наумова) — Священник; «Валентин и Валентина» М. М. Рощина (постановка В. В. Фокина) — Карандашов; «Большевики» М. Ф. Шатрова (постановка О. Н. Ефремова, Г. Б. Волчек) — Курский
- 1972 — «Всегда в продаже» В. П. Аксёнова (постановка О. Н. Ефремова) — Треугольников; «Вечно живые» В. С. Розова (постановка О. Н. Ефремова) — Марк Александрович
- 1973 — «Как брат брату» Д. Рейб (постановка: А. Вайды) — Сержант; «Белоснежка и семь гномов» Л. Е. Устинова, О. П. Табакова (постановка О. П. Табакова, Г. Б. Волчек) — гном Суббота; «Погода на завтра» М. Ф. Шатрова (постановка Г. Б. Волчек, И. Л. Райхельгауза, В. В. Фокина) — Работник отдела кадров
- 1974 — «Принцесса и дровосек» Г. Б. Волчек, М. И. Микаэлян (постановка: Г. Б. Волчек, О. И. Даля) — Водяной; «С любимыми не расставайтесь» А. М. Володина (постановка: В. В. Фокина) — Алфёров; «Балалайкин и К°» по роману М. Е. Салтыкова-Щедрина «Современная идиллия» (постановка Г. А. Товстоногова) — Кшепшицюльский; «Четыре капли» В. С. Розова (постановка В. В. Фокина) — Сёмин
- 1975 — «Двенадцатая ночь» Шекспира (постановка П. Джеймса) — герцог Орсино; «Эшелон» М. М. Рощина (постановка: Г. Б. Волчек, И. Л. Райхельгауза) — Автор, ведущий рассказ
- 1976 — «Вишнёвый сад» (А. П. Чехова (постановка: Г. Б. Волчек) — Ермолай Алексеевич Лопахин

#### МХАТ,МХТ имени А. П. Чехова
- 1977 — «Мятеж» по роману Д. А. Фурманова (постановка: В. Н. Шиловского) — Дмитрий Андреевич Фурманов
- 1978 — «Дни Турбиных» М. А. Булгакова (постановка: Л. В. Варпаховского) — Алексей Васильевич Турбин; «Эльдорадо» Соколовой А. Н. (постановка О. Н. Ефремова) — Евгений
- 1980 — «Возчик Геншель» Г. Гауптмана (постановка: В. П. Салюка) — Зибенгар
- 1981 — «Путь» А. О. Ремеза (режиссёр В. Ю. Саркисов, постановка А. А. Васильева) — Илья Николаевич Ульянов; «Тартюф» Мольера (постановка А. В. Эфроса) — Клеант; «Так победим!» М. Ф. Шатрова (постановка О. Н. Ефремова, Р. А. Сироты) — член ЦК РКП(б)
- 1982 — «Живой труп» Л. Н. Толстого (постановка А. В. Эфроса) — Виктор Михайлович Каренин
- 1983 — Старый Новый год М. М. Рощина (постановка О. Н. Ефремова) — Полуорлов; «Чайка» А. П. Чехова (постановка О. Н. Ефремова) — Борис Алексеевич Тригорин
- 1984 — «Попытка полёта» Й. Радичкова (постановка М. Киселова) — Учитель Киро
- 1985 — «Юристы» Р. Хоххута (постановка Г. Флеккенштайна) — Хеммерлинг
- 1986 — «Чокнутая» («Зинуля») А. И. Гельмана (режиссёр Н. Л. Скорик, постановка О. Н. Ефремова) — Фёдор Иванович
- 1987 — «Перламутровая Зинаида» М. М. Рощина (постановка О. Н. Ефремова, Н. Л. Скорика) — Юрик (1987), Табак (1988)

### Работы на телевидении
- 1976 — «Мартин Иден» (телеспектакль) — Мартин Иден
- 1981 — Телеспектакль из серии «Этот фантастический мир». Выпуск 5 — Томас Вулф
- 1981 — Телеспектакль из серии «Этот фантастический мир». Выпуск 6 — Никитин
- 1984 — Телеспектакль из серии «Этот фантастический мир». Выпуск 10 — полковник Ролинг
- 1984 — Будильник— Рассказы Михаила Зощенко
- 1986 — Будильник — Рассказы А. П. Чехова
- 1986 — Будильник — Стихи Агнии Барто
- 1987 — Телеспектакль из серии «Этот фантастический мир». Выпуск 12 — робот-прокурор

### Фильмография
- 1970 — Спокойный день в конце войны — немецкий солдат
- 1974 — Свой среди чужих, чужой среди своих — Егор Петрович Шилов, чекист
- 1974 — Таня — Андрей Тарасович
- 1975 — Раба любви — Владимир Алексеевич Максаков, актёр немого кино
- 1975 — Там, за горизонтом — Дмитрий Жерехов
- 1976 — Два капитана — Михаил Ромашов
- 1977 — Неоконченная пьеса для механического пианино — Сергей Павлович Войницев (Серж), пасынок генеральши
- 1977 — Объяснение в любви — Филиппок
- 1977 — Нос — царь Николай I
- 1977 — 1979 — Открытая книга — Андрей Дмитриевич Львов
- 1979 — Несколько дней из жизни И. И. Обломова — Андрей Иванович Штольц
- 1979 — Последняя охота — Сергей
- 1979 — Отпуск в сентябре — Анатолий Саяпин
- 1980 — Мой папа — идеалист — Борис Петров
- 1980 — Глубокие родственники — Юрик
- 1980 — Восьмой день творения
- 1980 — Странный отпуск
- 1981 — Две строчки мелким шрифтом — Тишков
- 1981 — Родня — Станислав Павлович (Тасик), зять Марии Коноваловой
- 1981 — И с вами снова я — царь Николай I
- 1982 — Время для размышлений — Андрей
- 1983 — Нежданно-негаданно — Илья Петрович, нотариус
- 1983 — Карантин — дедушка
- 1983 — Уникум — Павел Егорович Перебереев
- 1983 — Кое-что из губернской жизни — Ломов / Шипучин / Ять / любовник Ниночки
- 1984 — Мёртвые души — Манилов
- 1984 — Чужая жена и муж под кроватью — Бобыницын
- 1984 — Злой мальчик
- 1985 — Ералаш — Михаил Михайлович, писатель (№ 50 «Повесть о первой любви»)
- 1987 — Очи чёрные — Александр, предводитель дворянства
- 1987 — Первая встреча, последняя встреча — майор Гей
- 1987 — Кувырок через голову — Стурис
- 1987 — Доченька — Ипатов
- 1987 — Фитиль (короткометражный) — По привычке
- 1988 — Презумпция невиновности — Григорий Степанович Козинец
- 1988 — Полёт птицы — Владислав Разлогов
- 1989 — Дон Сезар де Базан — Карл II

#### Телеспектакли
- 1976 — Мартин Иден — Мартин Иден
- 1976 — Когда-то в Калифорнии — Твинг
- 1976 — Вечно живые — Марк
- 1978 — Двенадцатая ночь — Орсино
- 1980 — Мятеж — Дмитрий Андреевич Фурманов
- 1981 — Этот фантастический мир. Выпуск 5 — Томас Вулф
- 1981 — Этот фантастический мир. Выпуск 6 — Сергей Павлович Никитин
- 1982 — Возчик Геншель — Зибенгар
- 1982 — Старинный детектив — друг Дюпена, Семсон
- 1983 — Человек из страны Грин — Урбан Футроз
- 1984 — Этот фантастический мир. (выпуск № 10, «Знак Саламандры») — полковник Дэвид Ролинг
- 1986 — Путь — Илья Николаевич Ульянов
- 1987 — Этот фантастический мир. Выпуск 12 — прокурор
- 1988 — Загадка. Разгадка — отец Рязанцева

#### Озвучивание
- 1981 — Великие имена России. Станиславский — рассказчик-комментатор
- 1982 — Полёты во сне и наяву — скульптор (роль Александра Адабашьяна)

В 1980-е годы неоднократно участвовал в литературных телеспектаклях, выходивших в детской телепередаче «Будильник».

### Работы на радио
- 1977 — «Двенадцатая ночь» Шекспира (режиссёр П. Джеймс) — герцог Орсино
- 1982 — «Моцарт и Сальери» А. С. Пушкина (режиссёр А. В. Эфрос) — Сальери
- 1985 — «Жди меня» К. М. Симонова (режиссёр Э. Г. Верник) — Панов
- 1986 — «Открытая книга» В. А. Каверина (режиссёр Э. Г. Верник) — Раевский
- 1986 — «Наука расставания» В. А. Каверина (режиссёр Э. Г. Верник) — военкор Незлобин
- 1988 — «В тумане». Страницы повести В. В. Быкова
- «Курьерский поезд» Д. Буццати
- «Завтра была война» Б. Л. Васильева (режиссёр Лия Веледницкая) — Леонид Сергеевич Люберецкий
- «Прекрасная нивернезка» А. Додэ
- «Двенадцать стульев». Главы из романа И. А. Ильфа, Е. П. Петрова
- «Простая вещь» по «Рассказу о простой вещи» Б. А. Лавренёва (режиссёр Владимир Хлестов) — капитан Туманович
- «Тобольский летописец» Л. Н. Мартынова (режиссёр А. А. Горовацкий)
- «Выстрел» (А. С. Пушкина (режиссёр Б. Е. Щедрин) — граф
- «Тюльпан, камень, меч» Серд Карлос, Сантис Омар Сааведра (режиссёр Э. К. Кольбуса) — Сальседа
- «Дым отечества». Страницы повести К. М. Симонова
- «Утро помещика» Л. Н. Толстого
- «Мятеж» Д. А. Фурманова (режиссёр В. Н. Шиловского) — Дмитрий Андреевич Фурманов
- «Банкет в честь Тиллотсона». Новелла О. Хаксли
- стихи С. А. Есенина, С. Я. Надсона, Л. Н. Мартынова, К. Мумина, Т. Ю. Табидзе, Г. Тукая и др.

## Книги и фильмы об актёре
Книги
- Наталья Боброва. Юрий Богатырёв. Чужой среди своих. — М.: Litres, 2017. — 250 с. — ISBN 978-5-227-06575-9.
- Наталья Боброва. Юрий Богатырёв: Не такой как все. — М.: Центрполиграф, 2001. — 352 с. — ISBN 5-227-01483-3.
- Марк Кушнирович. Юрий Богатырёв. — М.: Бюро пропаганды советского киноискусства, 1982. — 16 с. — (Актёры советского кино).
- Юрий Богатырёв. Юрий Богатырёв. Альбом графики / Лидия Богова. — М.: Зебра Е, 2012. — 124 с. — ISBN 978-5-94663-637-7.

Фильмы
- Большой-большой ребёнок. Юрий Богатырёв. Телеканал «Россия 1». Дата обращения: 8 июня 2015. Архивировано 13 мая 2015 года.
- Острова. Юрий Богатырёв. Телеканал «Культура». Дата обращения: 8 июня 2015. Архивировано 21 мая 2015 года.
- Чтобы помнили. Юрий Богатырёв. YouTube. Дата обращения: 8 июня 2015. Архивировано 17 сентября 2016 года.
- Юрий Богатырёв. Украденная жизнь. Телеканал «ТВЦ». Дата обращения: 12 мая 2017. Архивировано 27 июня 2018 года.
- Прощание. Юрий Богатырёв. Телеканал «ТВЦ». Дата обращения: 11 ноября 2018. Архивировано 12 ноября 2018 года.